# Stéphane Denève
Stéphane Denève (* 24. November 1971 in Tourcoing, Frankreich) ist ein französischer Dirigent. 

## Leben
Stéphane Denève studierte am Pariser Konservatorium. 
Nach einer Tätigkeit als Korrepetitor beim Chor des Orchestre de Paris unter der Leitung von Arthur Oldham war er 1995, ebenfalls beim Orchestre de Paris, bei der Wiederaufnahme von Béla Bartóks Oper Herzog Blaubarts Burg Assistent von Georg Solti. 
Danach assistierte er Solti 1996 bei Mozarts Don Giovanni an der Pariser Oper. 
Am selben Opernhaus assistierte Denève im Jahr 1997 Georges Prêtre bei der Einstudierung von Giacomo Puccinis Turandot. Beim Saito Kinen Festival in Matsumoto war er 1998 Assistent von Seiji Ozawa bei der Einstudierung von Francis Poulencs Oper Dialogues des Carmélites und gab 1999 mit diesem Werk auch sein Debüt als Dirigent an der Santa Fe Opera in den USA.
Von September 2005 bis 2012 war Stéphane Denève Music Director des Royal Scottish National Orchestra (RSNO). 2011 wurde er Chefdirigent des Radio-Sinfonieorchesters Stuttgart, der erste Vertrag lief bis zum Ende der Saison 2013/2014. Denève blieb in Stuttgart bis 2016. 
Von September 2015 bis 2022 war Denève Chefdirigent der Brüsseler Philharmoniker.
Daneben ist Stéphane Denève weltweit als Gastdirigent gefragt und leitet u. a. regelmäßig Orchester in Boston, Chicago, Dresden, Los Angeles, San Francisco, Cleveland und Philadelphia. Außerdem dirigierte er die BBC Proms und war zu Gast an der Mailänder Scala.

## Privates
Seit Juli 2007 ist Denève mit Åsa Masters verheiratet, die gemeinsame Tochter Alma wurde 2008 geboren.  